# The Crimson Permanent Assurance
Pour plus de détails, voir Fiche technique et Distribution.
The Crimson Permanent Assurance est un court métrage britannique réalisé par Terry Gilliam en 1983 et diffusé en tant que prologue du film Monty Python : Le Sens de la vie de Terry Jones.

## Synopsis
Les employés âgés de la Crimson Permanent Assurance, une compagnie d'assurance britannique familiale, se rebellent contre leurs nouveaux propriétaires, les jeunes américains en costume de la Very Big Corporation of America, puissant conglomérat international. L'immeuble de bureaux de la société se transforme en bateau pirate qui lève l'ancre et part naviguer sur les « hautes mers de la finance internationale ». Il arrive dans un quartier financier où l'équipage trouve l'immeuble de la Very Big Corporation of America contre lequel il part à l'abordage dans une parodie de film de pirates hollywoodien. Après le succès de leur assaut, les pirates partent à la recherche de nouvelles cibles. Leur aventure prend fin quand le navire tombe au bord d'une Terre plate, ce qui donne à l'histoire une chute absurde typique des Monty Python.

## Distribution
Terry Gilliam et Michael Palin font un caméo en tant que laveurs de carreaux.

## Production
Initialement, ce devait être une séquence animée d'environ six minutes placée au deux tiers du film, après environ une heure. Gilliam décide finalement de tourner un court métrage avec de vrais acteurs et produit une version de 16 minutes. Au montage, la nouvelle séquence ne s'adapte pas avec le rythme du reste du film, et les Monty Python décident d'en faire une histoire séparée, présentée en introduction du long métrage,.